# AxelaNote
AxelaNote（アクセラノート）は、株式会社TransRecogが開発するWindows向けの注釈ソフトウェア。PDFや画像の原本を書き換えず、オーバーレイのレイヤーを重ねて書き込み・注釈を行う方式を採用している。本ソフトウェアは複数の媒体で紹介されている。

## 概要
AxelaNoteは、電子文書の閲覧時に独立した注釈レイヤーを重ねる設計により、原本ファイルへの直接変更を伴わない注記を可能にする。開発背景や実装上の狙いはインタビュー記事で言及されている。

## 歴史
- 2018年：ITmediaがWindows向けアプリとして紹介[1]。
- 2019年：週刊アスキーが機能面を紹介[2]。
- 2021年：日本経済新聞の紙面記事で関連技術に言及がある[4]。

## 評価・報道
ITmedia、週刊アスキーなどの編集記事で機能や用途の紹介が行われ、業界紙・新聞でも取り上げがある。2020年には東京都の「世界発信コンペティション」サービス部門で受賞企業に選ばれている。